# عروس الموجة السوداء
عروس الموجة السوداء هي رواية من تأليف الكاتب السوري حنا مينه صدرت عن دار الآداب للنشر والتوزيع عام 1996، وهي الرواية الثانية في ثلاثيته المعنونة باسم حدث في بيتاخو.

## موضوع الرواية
تدور أحداث رواية عروس الموجة السوداء في جمهورية الصين الشعبية في الفترة ما بين عامي 1960-1962 لتلقي الضوء على التحولات الاجتماعية والثقافية خلال تلك الحقبة الزمنية المليئة بالصراعات والاضطرابات السياسية من خلال مذكرات ويوميات شاب عربي يدعى زبيد الشجري يسافر إلى الصين ويعايش أهلها. يبدي زبيد الشجري معارضته لسياسات الزعيم الصيني ماو تسي تونغ التي أودت بالصين إلى الغرق في مستنفع البيروقراطية الطاغية، وعلى الرغم من ذلك، فهو يجد من الحفاظ على الهوية الصينية مبررا قويا للانغلاق الثقافي والاجتماعي الذي فرضته تلك السياسات على البلاد.

## شخصيات الرواية
- زبيد الشجري: شاب سوري كان معارضا لسياسات الرئيس السوري الأسبق أديب الشيشكلي فلجأ إلى لبنان ثم سافر إلى الصين هربا من الملاحقات الأمنية ليعمل مدرسا للغة العربية.

## أنظر أيضًا
- قائمة مؤلفات حنا مينه

## وصلات خارجية
- صفحة رواية عروس الموجة السوداء على موقع جود ريدز